# Санкт-Якобсхалле
Санкт-Я́кобсхалле (нем. St. Jakobshalle) — арена в Мюнхенштайне, недалеко от Базеля (Швейцария). В основном используется для спортивных и концертных мероприятий в помещении, в частности, здесь проводится мужской чемпионат Швейцарии по теннису на крытых кортах, международный турнир по бадминтону и европейские соревнования по сепактакрау. Арена была открыта в сентябре 1975 года и первоначально вмещала 9 тысяч человек. После реконструкции 2015—2018 годов вместимость была увеличена на треть, до 12 000 мест.

## История

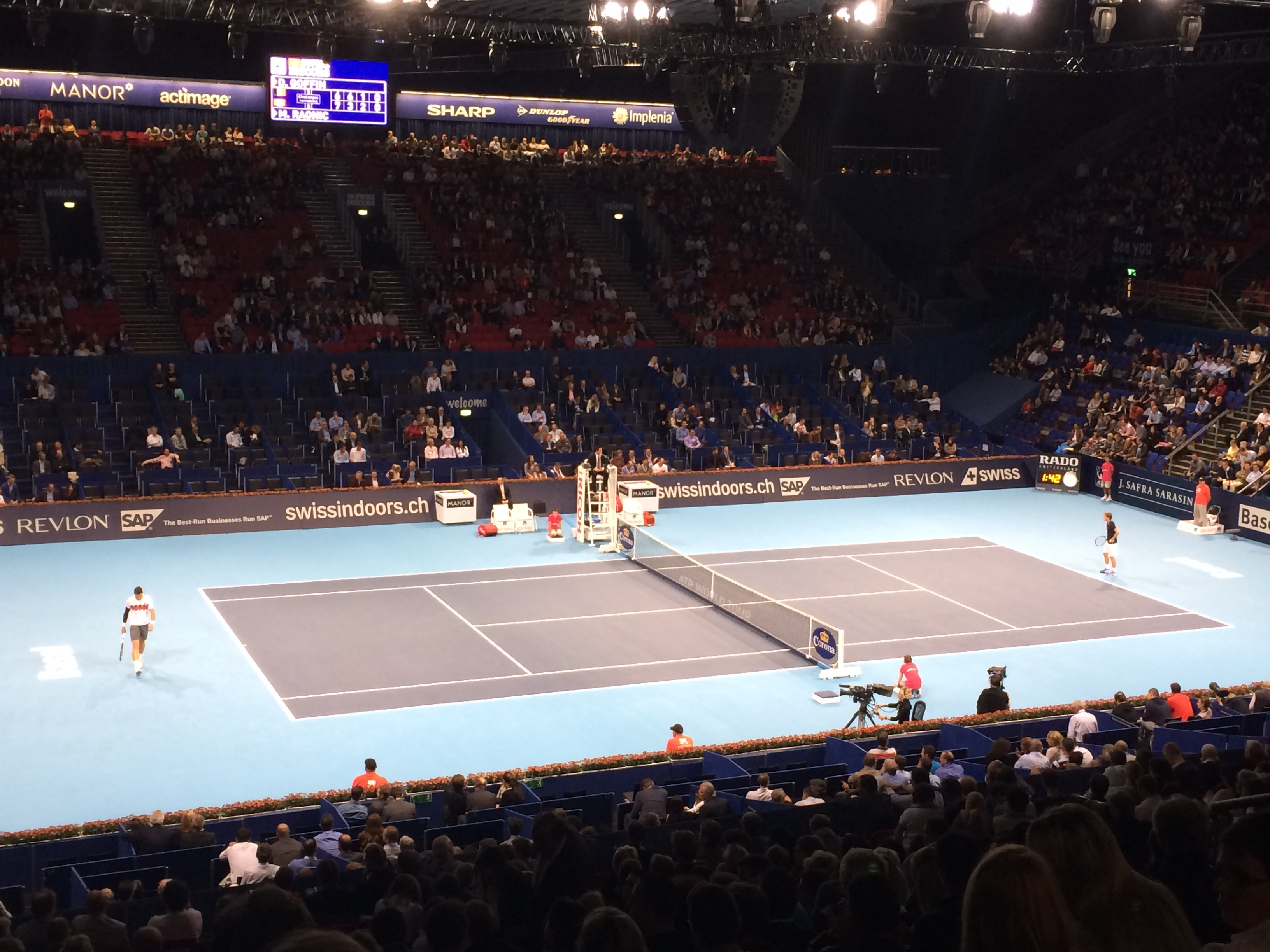
Арена во время Swiss Indoors Basel 2014.

Архитектором арены был Джованни Паноццо. Проект реконструкции разработал консорциум швейцарских архитектурных фирм Berrel Kräutler Architekten и Degelo Architekten.
С 1975 года, с момента открытия арены, на ней проводится ежегодный мужской теннисный турнир Swiss Indoors Basel. С 1989 года здесь проходит ежегодный международный турнир женских волейбольных клубов Top Volley International, а с 2010 года — ежегодный международный конный турнир CHI Classics Basel.
На арене проводились и другие спортивные мероприятия, в том числе чемпионат мира по гандболу среди мужчин 1986 года, часть игр чемпионата мира по хоккею с шайбой 1998 года, чемпионат Европы по гандболу среди мужчин 2006 года, чемпионаты мира по кёрлингу среди мужчин 2012 и 2016 годов, XXV чемпионат мира по бадминтону 2019 года, чемпионат Европы по гандболу среди женщин 2024 года. Также на «Санкт-Якобсхалле» пройдёт чемпионат Европы по гандболу среди мужчин 2028 года.
«Санкт-Якобсхалле» 26 лет, с 1976 по 2002 год, была домашней ареной хоккейной команды EHC Basel, выступавшей в Национальной лиге Б, прежде чем команда переехала на «Санкт-Якоб Арену», которая открылась в октябре 2002 года.
Согласно биографии Боба Дилана Chronicles: Volume One, именно после концерта в «Санкт-Якобсхалле» он решил отправиться в тур Never Ending Tour, который начался в 1988 году и продолжается до сих пор.
В мае 2025 года арена приняла конкурс песни «Евровидение» после победы швейцарского певца Nemo на мероприятии предыдущего года с песней The Code.
После того как швейцарский теннисист и уроженец Базеля Роджер Федерер одержал 15-ю победу в турнирах «Большого шлема», побив рекорд Пита Сампраса, спортивный директор Базеля объявил, что после реконструкции арена будет переименована в «Арену Роджера Федерера», но в итоге переименование так и не состоялось.

## Реконструкция
В январе 2015 года Большой совет полукантона Базель-Штадт 89 голосами «за» и одним воздержавшимся одобрил заём в размере 105 миллионов швейцарских франков на реконструкцию и модернизацию зала. В период с 2016 по 2018 год площадка была полностью отремонтирована, а её технологии обновлены до самых современных. «Санкт-Якобсхалле» вновь открылась в октябре 2018 года и теперь вмещает 12 400 человек на главной арене. В комплексе также есть пять меньших залов с переменной вместимостью, бизнес-центр, VIP-зона, четыре спортзала, 25-метровый бассейн, а также парковка на 1465 машино-мест.